# Aspidostemon caudatum
Aspidostemon caudatum är en lagerväxtart som beskrevs av J.G. Rohwer. Aspidostemon caudatum ingår i släktet Aspidostemon och familjen lagerväxter. Inga underarter finns listade i Catalogue of Life.